# Jean-Claude Van Damme
Jean-Claude Camille François Van Varenberg, poznatiji kao Jean-Claude Van Damme (Sint-Agatha-Berchem, 18. listopada 1960.), belgijski majstor borilačkih vještina i glumac, najpoznatiji po ulogama u akcijskim borilačkim filmovima.
Među njegove najuspješnije filmove ubrajaju se Krvavi sport (1988.), Kickboxer (1989.), Dvostruki udar (1991.), Univerzalni vojnik (1992.), Teška meta (1993.), Vremenski policajac (1994.) i JCVD (2008.).

## Životopis
Rodio se 1960. u Belgiji, u obitelji Eugene Van Varenberg i Eliana Van Varenberg. Budući da je kao dječak bio fizički slab, na nagovor oca, počeo se s jedanaest godina baviti borilačkim sportovima u Nacionalnom karate centru (Centre National De Karate). Do 1980. godine postao je jedan od najboljih full-contact boraca u Europi.
Po završetku uspješne sportske karijere otišao je u SAD kako bi ostvario filmsku karijeru. Prvu zapaženiju ulogu ostvario je 1984. godine u filmu No Retreat, No Surrender s kojom je započeo niz borilačkih akcijskih filmova koji su ga proslavili.
Krajem 1980-ih i do sredine 1990-ih ostvario je ulogu u nizu komercijalno uspješnih filmova - Krvavi sport (1988.), Kickboxer (1989.), Univerzalni vojnik (1992.) i Vremenski policajac (1994.). Potonji film postao je veliki međunarodni hit koji je ostvario zaradu od preko 100 milijuna USD.
U drugoj polovici 90-ih glumio je u nizu komercijalno neuspješnih filmova što je naštetilo njegovoj filmskoj karijeri. Posljednji film prikazan u kino dvoranama bio je Univerzalni vojnik: Povratak na bojišnicu iz 1999. godine, nakon čega dugi niz godina snima filmove direktno za video tržište. Djelomičan povratak u filmsko žarište ostvario je 2008. godine filmom JCVD.

## Izabrana filmografija
| Godina | Film                                      | Uloga                        | Bilješke                                    |
| ------ | ----------------------------------------- | ---------------------------- | ------------------------------------------- |
| 1988.  | Krvavi sport                              | Frank Dux                    | koreograf borilačkih scena i scenarist      |
| 1989.  | Kickboxer                                 | Kurt Sloane                  | scenarist                                   |
| 1990.  | Smrtna presuda                            | Louis Burke                  |                                             |
| 1990.  | Lavlje srce                               | Lyon Gaultier                | koreograf borilačkih scena                  |
| 1991.  | Dvostruki udar                            | Alex Wagner/Chad Wagner      | dvostruka uloga                             |
| 1992.  | Univerzalni vojnik                        | Luc Deveraux                 |                                             |
| 1993.  | Teška meta                                | Chance Boudreaux             |                                             |
| 1993.  | Usamljeni zaštitnik                       | Sam Gillen                   | nominiran za MTV Movie nagradu              |
| 1994.  | Ulični borac                              | puk. William F. Guile        | temeljeno na istoimenoj videoigri           |
| 1994.  | Vremenski policajac                       | Max Walker                   | dvostruka uloga                             |
| 1995.  | Iznenadna smrt                            | Darren McCord                |                                             |
| 1996.  | Najveći rizik                             | Alain Moreau/Mikhail Suverov | dvostruka uloga                             |
| 1996.  | Zlatni zmaj                               | Christopher Dubois           | scenarist i redatelj                        |
| 1997.  | Dvostruki tim                             | Jack Quinn                   |                                             |
| 1998.  | Legionar                                  | Alain Lefevre                | i producent                                 |
| 1999.  | Univerzalni vojnik: Povratak na bojišnicu | Luc Devereaux                | posljednji film prikazan u kinima do JCVD-a |
| 1999.  | Inferno                                   | Eddie Lomax                  |                                             |
| 2002.  | Ubojiti virus                             | Jacques Kristoff             |                                             |
| 2003.  | U paklu                                   | Kyle LeBlanc                 |                                             |
| 2004.  | Osveta za smrt                            | Ben Archer                   |                                             |
| 2006.  | Elitna ekipa                              | Phillip Sauvage              |                                             |
| 2006.  | Zapovjedna odgovornost                    | Sam Keenan                   |                                             |
| 2008.  | JCVD                                      | JCVD                         | povratak na kino platna                     |
| 2009.  | Univerzalni vojnik: Regeneracija          | Luc Deveraux                 |                                             |